# Bonecos Cobiçados
O Grêmio Recreativo Cultural Escola de Samba Bonecos Cobiçados é uma escola de samba de Guaratinguetá, no estado de São Paulo, fundada em 1957, e que atualmente disputa o carnaval da cidade.

## História
Em 1957 surgiu um grupo de jovens, liderado por Chico da Julia, Toninho da Tininha, Normando, Avelino, José Lopes, entre outros, conseguindo instrumentos feitos de carbureto, latas e demais objetos que emitissem algum som. Vestindo fantasias de criação própria, seus integrantes desceram à Praça Conselheiro Rodrigues Alves, se apresentando ao público ali presente. No terceiro dia de carnaval daquele ano, o grupo recebeu das mãos do Presidente de Carnaval da cidade, "Taça do Mendigo". A partir do sucesso obtido, decidiram que no ano seguinte poderiam transformar seu "bloco de sujos" numa escola de samba.
Em reunião escolheram Chico da Julia, que anos mais tarde viria a falecer num acidente na Via Dutra, como seu primeiro presidente. Decididos a criar um nome para a escola que fosse considerado original, deram-lhe o nome atual em homenagem a uma música chamada "Boneca cobiçada".
Após a morte de Chico da Julia, e algumas dificuldade internas, sob as quais a escola por vezes deixou de desfilar em alguns carnavais, alguns de seus diretores criaram o bloco "Criolo Doido", uma versão alternativa do carnaval da escola.
Em 1972, a escola padronizou suas cores, criou um emblema oficial e finalmente oficializou sua fundação em cartório, elaborando seu estatuto e se registrando na Associação das Escolas de Samba de Guaratinguetá e junto à Prefeitura Municipal, sendo também registrada em cartório em 12/11/1973, sob a pessoa juridica: Darley L. da Silva, no livro A1 - folha 131 - nº 212.
Em 1973 sagrou-se vice-campeã. No ano seguinte, se apresentou sob forte temporal, conseguindo o título de campeã do Carnaval de Guaratinguetá. Além disso, uma semana após o carnaval, conseguiu o titulo de Tetra Campeã do Vale do Paraíba na cidade de Taubaté onde competiu com varias outras grandes escolas do Vale do Paraíba.

## Segmentos

### Presidentes
| Nome                 | Mandato        | Ref.  |
| -------------------- | -------------- | ----- |
| Joaquim Antonio Cota | ? - atualidade | [ 1 ] |

### Diretores
| Ano  | Diretor de Carnaval | Diretor geral de harmonia | Mestre de bateria | Ref. |
| ---- | ------------------- | ------------------------- | ----------------- | ---- |
| 2017 |                     |                           |                   |      |

### Coreógrafo
| Ano  | Nome | Ref. |
| ---- | ---- | ---- |
| 2017 |      |      |

### Casal de Mestre-sala e Porta-bandeira
| Ano  | Nome | Ref. |
| ---- | ---- | ---- |
| 2017 |      |      |

### Rainhas de bateria
| Período | Rainha | Madrinha | Ref. |
| ------- | ------ | -------- | ---- |
| 2017    |        |          |      |

## Carnavais
| Ano                                                                             | Colocação | Grupo | Enredo | Carnavalesco                        | Intérprete     | Ref.        |
| ------------------------------------------------------------------------------- | --------- | ----- | --- | ----------------------------------- | -------------- | ----------- |
| 2008                                                                            | 4º lugar  | Único | Extra! Extra! Essa é de goleada! Federação Paulista de Futebol é Nota 10 em todos os quesitos e no ritmo do samba da olé nos campos do Brasil                                                                                     | Tonho Duarte e Wellington Pessanha  | Daniel Collête |             |
| 2009                                                                            | 3º lugar  | Único | Marias | Tonho Duarte e Wellington Pessanha  | Clóvis Pê      |             |
| Devido às fortes chuvas que atingiram Guaratinguetá, não houve desfile em 2010. |           |       | |                                     |                |             |
| 2011                                                                            | 3º lugar  | 1     | Om Mani Padme Hum... Jóia sagrada do Oriente | Tonho Duarte e Wellington Pessanha  | Igor Vianna    |             |
| 2014                                                                            | 4º lugar  | 1     | São Luiz do Paraitinga - Rio de águas claras: Um banho de alegria e cultura no nosso carnaval Compositores: Denis Correa, Perninha, Fábio Destino, Cahê do Cavaco, Dudú, Fernando Café, Rubinho, Paulo Alberto, Robinho do Cavaco | Edmilson Silva Pereira (Miguézinho) | Darlan Alves   | [ 2 ] [ 1 ] |
| 2018                                                                            | 4º lugar  | 1     | Sustentabilidade – O Desabrochar da Vida para o Futuro da Para o Futuro da Humanidade |                                     | Igor Sorriso   |             |
| 2019                                                                            | 5º lugar  | 1     | Sonho meu, sonho meu, hoje o samba é só saudade, sonho meu |                                     | Clóvis Pê      |             |
| 2020                                                                            | 5º lugar  | 1     | Verde que te quero Rosa |                                     | Igor Vianna    |             |